# Night of the Blood Beast
Night of the Blood Beast is een Amerikaanse B-horrorfilm uit 1958. De film werd geregisseerd door Bernard L. Kowalski en uitgebracht door American International Pictures.

## Verhaal
Een ruimteschip keert terug van een missie. Na de landing blijkt de astronaut aan boord dood te zijn. Wanneer men zijn lichaam onderzoekt, wordt het gebouw opeens afgesloten van de buitenwereld door een alien. Deze alien is meegereist met het schip, en gebruikt het lichaam van de astronaut om zijn embryo’s te laten groeien.

## Rolverdeling
| Acteur            | Personage           |
| ----------------- | ------------------- |
| John Baer         | Steve Dunlap        |
| Angela Greene     | Dr. Julie Benson    |
| Ed Nelson         | Dave Randall        |
| Georgianna Carter | Donna Bixby         |
| Michael Emmet     | Major John Corcoran |
| Tyler McVey       | Dr. Alex Wyman      |
| Ross Sturlin      | The Creature        |

## Achtergrond
Het kostuum dat door de alien wordt gedragen werd eerder gebruikt in de film Teenage Cave Man.
De film werd bespot in de cultserie Mystery Science Theater 3000.